# ヴァロン・ベーラミ
ヴァロン・ベーラミ（Valon Behrami, 1985年4月19日 - ）は、ユーゴスラビア（現コソボ）、コソボ自治州コソヴスカ・ミトロヴィツァ出身の元サッカー選手。元スイス代表。現役時代のポジションはMF（センターハーフ、右サイドハーフ）、DF（右サイドバック）。アルバニア人である。妻はアルペンスキー選手のララ・グート。

## クラブ経歴

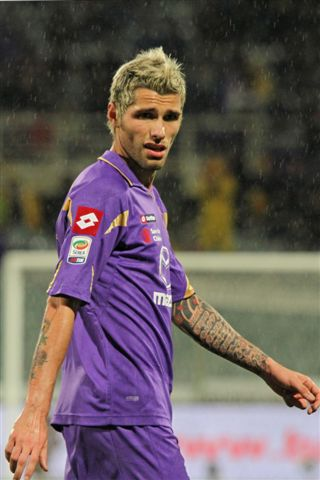
フィオレンティーナ時代

両親と共に、コソボ紛争から逃れるためスイスのティチーノ州にある小都市、スタビオに亡命した。
ユース時代は地元のFCスタビオ、FCキァッソ、FCルガーノでプレーし、2003年にルガーノでプロデビューを果たした。目立った存在ではなかったが、将来性は高く評価されていた。2004年にイタリアの古豪・ジェノアCFCに移籍。セリエBに所属するこのクラブに移籍すると、2003-04シーズンは24試合の出場を果たし、才能の片鱗を見せた。さらに翌年の2004-05シーズンには、レンタル先のエラス・ヴェローナで評価を高め、イタリア国内でも期待の若手の一人と認知されるようになった。
セリエBの一連の活躍が評価され、2005年にセリエAのSSラツィオに加入すると、すぐに中心選手となった。同年にA代表デビューも飾っている。2007-08シーズンはロレンツォ・デ・シルヴェストリの台頭によって徐々に出場機会が減ってきたこともあり、2008年7月23日にイングランドのウェストハム・ユナイテッドFCに移籍した。
2011年1月26日、ACFフィオレンティーナに移籍。3シーズンぶりのイタリア復帰となった。
2012年7月16日、チームメートのアレッサンドロ・ガンベリーニと共にSSCナポリに5年契約で移籍。
2014年8月3日、ドイツ・ブンデスリーガのハンブルガーSVへ2017年6月までの3年契約で移籍した。

## 代表経歴
U-18、U-19代表の時代から主力選手で、トランクイロ・バルネッタ、フィリップ・センデロスらと共にゴールデンエイジの一人として活躍した。
A代表デビューは2005年10月8日に行われた2006年W杯予選フランス戦。バルネッタやセンデロスは1年先にデビューしていたこともあって、やや遅れをとる形になった。
ドイツW杯予選プレーオフでは、トルコ戦ではスイス代表のW杯出場に近づける自身初得点を挙げた。また、EURO2008では、初戦の先発は右サイドバックだったが、その後は右サイドハーフとしてグループステージ3試合全てに出場した。
南アフリカW杯ではチリ戦で退場処分を受けチームもグループステージ敗退に終わった。
2018年8月7日、自身のTwitterにおいて代表引退を表明した。ヴラディミル・ペトコヴィッチ監督から構想外と告げられたことと、「政治的な理由」が要因とされている。

## 代表歴

### 出場大会
- スイス代表
  - 2006 FIFAワールドカップ
  - 2010 FIFAワールドカップ
  - 2014 FIFAワールドカップ
  - 2018 FIFAワールドカップ

### 試合数
- 国際Aマッチ 83試合 2得点（2005年-2018年）[5]

| スイス代表 | 国際Aマッチ | 国際Aマッチ |
| 年         | 出場        | 得点        |
| ---------- | ----------- | ----------- |
| 2005       | 3           | 1           |
| 2006       | 4           | 0           |
| 2007       | 5           | 0           |
| 2008       | 12          | 1           |
| 2009       | 1           | 0           |
| 2010       | 3           | 0           |
| 2011       | 4           | 0           |
| 2012       | 6           | 0           |
| 2013       | 7           | 0           |
| 2014       | 11          | 0           |
| 2015       | 7           | 0           |
| 2016       | 10          | 0           |
| 2017       | 3           | 0           |
| 2018       | 7           | 0           |
| 通算       | 83          | 2           |

## タイトル
SSCナポリ
- コッパ・イタリア 2013-14